# Hector Blake
Pour les articles homonymes, voir Blake.
Temple de la renommée : 1966
Joseph Hector Blake dit Toe Blake O.C. (né le 21 août 1912 à Victoria Mines, dans la province de l'Ontario au Canada — mort le 17 mai 1995 à Montréal, dans la province de Québec au Canada) est un joueur et entraîneur professionnel de hockey sur glace,,.

## Biographie

### Ses débuts
Blake signe avec les Maroons de Montréal de la Ligue nationale de hockey le 21 février 1935. Il arrive au sein de l'équipe des Maroons en compagnie de Herb Cain mais en réalité, ils doivent cette arrivée à Léo Dandurand des Canadiens de Montréal ; en effet, Dandurand supervise en compagnie de Howie Morenz, la vedette des Canadiens de l'époque, un match des Tigers de Hamilton en 1934. Ils sont conquis par le jeu de Cain et de Blake et Dandurand pose une option sur les deux joueurs. Cependant, Dandurand conseille aux deux joueurs d'aller faire leurs classes au sein des Maroons même s'il exige qu'ils rejoignent les Canadiens dès qu'il en aura besoin.
Après avoir joué huit rencontres lors de la saison 1934-1935 de la LNH avec les Maroons, Blake passe tout le reste de la saison avec les Tigers de Hamilton. Il ne joue aucune rencontre des séries éliminatoires des Maroons mais fait tout de même partie de l'effectif inscrit sur la Coupe Stanley. Il est laissé lors de la saison 1935-1936 avec les Reds de Providence mais le 10 février 1936, il est échangé aux Canadiens de Montréal en compagnie de Bill Miller et en retour de Lorne Chabot.

### Joueur des Canadiens de Montréal

#### Des premières années difficiles

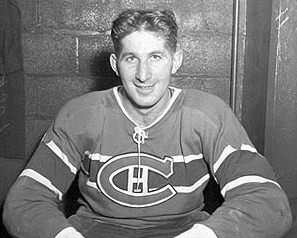
Elmer Lach (ici en 1942) rejoint les Canadiens et Blake en 1940

Blake joue sa première saison complète dans la LNH en 1936-1937 et il compte alors 22 points. Cette saison est marquée pour les Canadiens par la perte de Howie Morenz qui se blesse sur la glace et meurt six semaines plus tard. Premiers de leur division à la fin du calendrier, les Canadiens jouent directement les demi-finales des séries éliminatoires mais sont éliminés en cinq rencontres par la meilleure équipe de la saison régulière, les Red Wings de Détroit. Les joueurs de Montréal abordent la saison 1937-1938 de la LNH de la meilleure des manières puisqu'ils ne concèdent que deux défaites lors des dix premiers matchs. Ils ne parviennent cependant pas à garder le rythme toute la saison et glisse finalement à la troisième place de la division. Blake inscrit 33 points en 45 parties jouées et se classe troisième meilleur pointeur de l'équipe. L'équipe perd dès le premier tour des séries face aux Black Hawks de Chicago, deux matchs à un.
Les Maroons de Montréal arrêtent leurs activités au cours de l'été 1938 et il ne reste alors plus que sept équipes dans la LNH, sept équipes qui sont regroupées en une seule division. Les anciens de l'équipe des Canadiens, comme Aurèle Joliat, ne font plus partie de l'alignement et Blake finit meilleur pointeur des siens avec 47 points mais également de toute la LNH. Même si les Canadiens finissent sixièmes du classement, Blake est mis en avant par toute la LNH et reçoit le Trophée Hart remis au meilleur joueur,. Il est également mis en avant en étant sélectionné dans la première équipe d'étoiles de la saison.
Deuxième joueur de l'histoire de la franchise à réussir à remporter le Trophée Hart et le championnat des pointeurs, il est nommé athlète de l'année au Canada quelques mois plus tard par les journalistes. Malgré tous ses succès individuels, les Canadiens sont à la peine et ils sont une nouvelle fois éliminés dès le premier tour des séries par Détroit en trois rencontres. Les mauvais résultats se poursuivent pour les Canadiens en 1939-1940 puisqu'ils finissent derniers de la LNH ; Blake est toujours le meilleur pointeur de son équipe avec 36 points ; il est également le neuvième de la LNH derrière Milt Schmidt, Woody Dumart et Bobby Bauer, le trio de Boston.
En 1940-1941, Blake devient le nouveau capitaine. Il voit l'arrivée de jeunes joueurs au sein de l'équipe dont un certain Elmer Lach mais également de Dick Irvin derrière le banc de l'équipe. Malgré ces arrivées, les Canadiens connaissent une nouvelle saison compliquée même s'ils retrouvent de justesse avec la sixième place les séries éliminatoires. Ils sont battus au premier tour en trois rencontres par Chicago. Les saisons se suivent et se ressemblent puisqu'à la fin de la saison suivante, les Canadiens sont sixièmes du classement et ils sont éliminés au premier tour des séries par Détroit. L'équipe voit tout de même arriver en ses rangs un nouveau défenseur en la personne de Émile « Butch » Bouchard alors que Blake est meilleur pointeur de l'équipe et sixième de la LNH avec 45 points.

#### LaPunch line

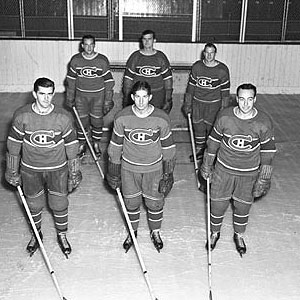
Six joueurs des Canadiens de Montréal dont les joueurs de la Punch Line au premier rang : Richard, Lach et Blake.

La saison 1942-1943 de la LNH voit les débuts de Maurice Richard au sein de l'équipe des Canadiens mais il se brise la cheville au bout de 16 matchs. Blake et Lach sont les deux meilleurs pointeurs de la saison des Canadiens avec 59 et 58 points.
Le 10 janvier 1948, il se fracture la cheville, blessure qui met fin à sa carrière dans la LNH.

## Palmarès
- 1932 : Coupe Memorial avec les Cub Wolves de Sudbury
- 1934-1935 : remporte la Coupe Stanley avec les Maroons de Montréal
- 1937-1938 : sélectionné dans la seconde équipe d'étoiles
- 1938-1939 :
  - Trophée Hart
  - sélectionné dans la première équipe d'étoiles
- 1939-1940 : sélectionné dans la première équipe d'étoiles
- 1943-1944 : remporte la Coupe Stanley avec les Canadiens de Montréal
- 1945-1946 : 
  - remporte la Coupe Stanley avec les Canadiens de Montréal
  - Trophée Lady Bing
  - sélectionné dans la seconde équipe d'étoiles
- 1966 : intronisé au Temple de la renommée du hockey en tant que joueur
- octobre 1982 : Ordre du Canada
- 2017 : nommé parmi les 100 plus grands joueurs de la LNH à l'occasion du centenaire de la ligue[19]

## Parenté dans le sport
Il est l'oncle de Mike Blake.

## Statistiques

### En tant que joueur
| Saison     | Équipe                  | Ligue      |     | Saison régulière | Saison régulière | Saison régulière | Saison régulière | Saison régulière |    | Séries éliminatoires | Séries éliminatoires | Séries éliminatoires | Séries éliminatoires | Séries éliminatoires |
| Saison     | Équipe                  | Ligue      | PJ  | B                | A                | Pts              | Pun              | PJ               | B  | A                    | Pts                  | Pun                  |                      |                      |
| 1929-1930  | Dunlops de Cochrane     | City Sr.   | 7   | 3                | 0                | 3                | 4                |                  |    |                      |                      |                      |                      |                      |
| 1930-1931  | Wolves de Sudbury       | NOHA       | 6   | 3                | 1                | 4                | 12               | 2                | 0  | 0                    | 0                    | 6                    |                      |                      |
| 1930-1931  | Industries de Sudbury   | City Sr.   | 8   | 7                | 1                | 8                | 10               | 1                | 2  | 2                    | 4                    | -                    |                      |                      |
| 1931-1932  | Cub Wolves de Sudbury   | NOHA       | 3   | 5                | 0                | 5                | 4                |                  |    |                      |                      |                      |                      |                      |
| 1931-1932  | Falcons de Falconbridge | City Sr.   | 10  | 8                | 1                | 9                | 18               | 2                | 1  | 0                    | 1                    | 2                    |                      |                      |
| 1932-1933  | Tigers de Hamilton      | OHA Sr.    | 22  | 9                | 4                | 13               | 26               | 2                | 0  | 0                    | 0                    | 2                    |                      |                      |
| 1933-1934  | Tigers de Hamilton      | OHA Sr.    | 23  | 19               | 14               | 33               | 28               | 12               | 8  | 6                    | 14                   | 8                    |                      |                      |
| 1934-1935  | Maroons de Montréal     | LNH        | 8   | 0                | 0                | 0                | 0                |                  |    |                      |                      |                      |                      |                      |
| 1934-1935  | Tigers de Hamilton      | OHA Sr.    | 18  | 15               | 11               | 26               | 48               |                  |    |                      |                      |                      |                      |                      |
| 1935-1936  | Reds de Providence      | CAHL       | 0   | 12               | 11               | 23               | 65               |                  |    |                      |                      |                      |                      |                      |
| 1935-1936  | Canadiens de Montréal   | LNH        | 11  | 1                | 2                | 3                | 28               |                  |    |                      |                      |                      |                      |                      |
| 1936-1937  | Canadiens de Montréal   | LNH        | 43  | 10               | 12               | 22               | 12               | 5                | 1  | 0                    | 1                    | 0                    |                      |                      |
| 1937-1938  | Canadiens de Montréal   | LNH        | 43  | 17               | 16               | 33               | 33               | 3                | 3  | 1                    | 4                    | 2                    |                      |                      |
| 1938-1939  | Canadiens de Montréal   | LNH        | 48  | 24               | 23               | 47               | 10               | 3                | 1  | 1                    | 2                    | 2                    |                      |                      |
| 1939-1940  | Canadiens de Montréal   | LNH        | 48  | 17               | 19               | 36               | 48               |                  |    |                      |                      |                      |                      |                      |
| 1940-1941  | Canadiens de Montréal   | LNH        | 48  | 12               | 20               | 32               | 49               | 3                | 0  | 3                    | 3                    | 5                    |                      |                      |
| 1941-1942  | Canadiens de Montréal   | LNH        | 48  | 17               | 28               | 45               | 29               | 3                | 0  | 3                    | 3                    | 2                    |                      |                      |
| 1942-1943  | Canadiens de Montréal   | LNH        | 48  | 23               | 36               | 59               | 26               | 5                | 4  | 3                    | 7                    | 0                    |                      |                      |
| 1943-1944  | Canadiens de Montréal   | LNH        | 41  | 26               | 33               | 59               | 10               | 9                | 7  | 11                   | 18                   | 2                    |                      |                      |
| 1944-1945  | Canadiens de Montréal   | LNH        | 49  | 29               | 38               | 67               | 25               | 6                | 0  | 2                    | 2                    | 5                    |                      |                      |
| 1945-1946  | Canadiens de Montréal   | LNH        | 50  | 29               | 21               | 50               | 2                | 9                | 7  | 6                    | 13                   | 5                    |                      |                      |
| 1946-1947  | Canadiens de Montréal   | LNH        | 60  | 21               | 29               | 50               | 6                | 11               | 2  | 7                    | 9                    | 0                    |                      |                      |
| 1947-1948  | Canadiens de Montréal   | LNH        | 32  | 9                | 15               | 24               | 4                |                  |    |                      |                      |                      |                      |                      |
| 1948-1949  | Bisons de Buffalo       | LAH        | 18  | 1                | 3                | 4                | 0                |                  |    |                      |                      |                      |                      |                      |
| 1949-1950  | Braves de Valleyfield   | LHSQ       | 43  | 12               | 15               | 27               | 15               |                  |    |                      |                      |                      |                      |                      |
| 1950-1951  | Braves de Valleyfield   | LHSQ       | 1   | 0                | 0                | 0                | 0                |                  |    |                      |                      |                      |                      |                      |
| Totaux LNH | Totaux LNH              | Totaux LNH | 577 | 235              | 292              | 527              | 282              | 57               | 25 | 37                   | 62                   | 23                   |                      |                      |

### En tant qu'entraîneur
| Saison    | Équipe                | Ligue  | PJ  | V   | D   | N   | Pts | Classement            | Parcours lors des séries éliminatoires                                                                     |
| --------- | --------------------- | ------ | --- | --- | --- | --- | --- | --------------------- | --- |
| 1955-1956 | Canadiens de Montréal | LNH    | 70  | 45  | 15  | 10  | 100 | Premiers de la LNH    | Demi-finale : V 4-1 contre New York Finale : V 4-1 contre Détroit                                          |
| 1956-1957 | Canadiens de Montréal | LNH    | 70  | 35  | 23  | 12  | 82  | Deuxièmes de la LNH   | Demi-finale : V 4-1 contre New York Finale : V 4-1 contre Boston                                           |
| 1957-1958 | Canadiens de Montréal | LNH    | 70  | 43  | 17  | 10  | 96  | Premiers de la LNH    | Demi-finale : V 4-0 contre Détroit Finale : V 4-2 contre Boston                                            |
| 1958-1959 | Canadiens de Montréal | LNH    | 70  | 39  | 18  | 13  | 91  | Premiers de la LNH    | Demi-finale : V 4-2 contre Chicago Finale : V 4-1 contre Toronto                                           |
| 1959-1960 | Canadiens de Montréal | LNH    | 70  | 40  | 18  | 12  | 92  | Premiers de la LNH    | Demi-finale : V 4-0 contre Chicago Finale : V 4-0 contre Toronto                                           |
| 1960-1961 | Canadiens de Montréal | LNH    | 70  | 41  | 19  | 10  | 92  | Premiers de la LNH    | Demi-finale : D 2-4 contre Chicago                                                                         |
| 1961-1962 | Canadiens de Montréal | LNH    | 70  | 42  | 14  | 14  | 98  | Premiers de la LNH    | Demi-finale : D 2-4 contre Chicago                                                                         |
| 1962-1963 | Canadiens de Montréal | LNH    | 70  | 28  | 19  | 23  | 79  | Troisièmes de la LNH  | Demi-finale : D 1-4 contre Toronto                                                                         |
| 1963-1964 | Canadiens de Montréal | LNH    | 70  | 36  | 21  | 13  | 85  | Premiers de la LNH    | Demi-finale : D 3-4 contre Toronto                                                                         |
| 1964-1965 | Canadiens de Montréal | LNH    | 70  | 36  | 23  | 11  | 83  | Deuxièmes de la LNH   | Demi-finale : V 4-2 contre Toronto Finale : V 4-3 contre Chicago                                           |
| 1965-1966 | Canadiens de Montréal | LNH    | 70  | 41  | 21  | 8   | 90  | Premiers de la LNH    | Demi-finale : V 4-0 contre Toronto Finale : V 4-2 contre Détroit                                           |
| 1966-1967 | Canadiens de Montréal | LNH    | 70  | 32  | 25  | 13  | 77  | Deuxièmes de la LNH   | Demi-finale : V 4-0 contre New York Finale : D 2-4 contre Toronto                                          |
| 1967-1968 | Canadiens de Montréal | LNH    | 74  | 42  | 22  | 10  | 94  | Premiers division Est | Quart-de-finale : V 4-0 contre Boston Demi-finale : V 4-1 contre Chicago Finale : V 4-0 contre Saint-Louis |
| Totaux    | Totaux                | Totaux | 914 | 500 | 255 | 159 |     |                       | Huit Coupes Stanley                                                                                        |